# Brotjacklriegel
Der Brotjacklriegel ist – von der Donau aus gesehen – mit seinen 1011 m ü. NHN Höhe der erste größere Berg im Bayerischen Wald. Der Berg liegt im Landkreis Freyung-Grafenau und stellt ein Wahrzeichen der Region Sonnenwald mit den Gemeinden Schöfweg, Zenting, Innernzell, Grattersdorf und dem Markt Schöllnach dar.
Auf dem Brotjacklriegel befinden sich ein Fernseh- und Radiosendeturm des Bayerischen Rundfunks sowie ein Aussichtsturm.
Der Sage nach soll der Brotjacklriegel seinen Namen einem Bäcker, dem Brot-Jackl, verdanken, der sich im Dreißigjährigen Krieg auf dem Berg versteckt haben soll. Vermutlich entstand der Name aber erst später bei Vermessungsarbeiten der Franzosen unter Napoleon, als wegen eines Missverständnisses des bairischen „Broada Jaga-Riegel“ (breiter Jägerriegel) Brotjacklriegel aufgeschrieben wurde.
Zeitweise wurde der Berg als Daxstein bezeichnet. Dies ist auch der Name eines an der Ostseite des Berges gelegenen Dorfes.

## Aussichtsturm
Bereits 1839 errichteten der Pfarrer und zwei Gastwirte aus Langfurth dort den ersten Aussichtsturm. Die Sektion Büchelstein des Bayerischen Wald-Vereins errichtete 1912 einen offenen Gerüstturm, der nach wenigen Jahren wegen Baufälligkeit gesperrt wurde. 1924 entstand auf dem Berg die jetzige 27 m hohe verschindelte Konstruktion, die am 29. Juni 1925 eröffnet wurde. Seit Ende 2022 ist der Aufstieg auf den Turm nicht mehr möglich, aufgrund von Brandschutzvorschriften.
Am Osthang des Berges befinden sich oberhalb von Daxstein überwachsene Lesesteinwälle.
Vom Wanderparkplatz „Jackl“ oberhalb der Ortschaft Langfurth aus führt auf etwa zwei Kilometern der Sonnenwald-Erlebnispfad mit zehn Stationen, auf denen der Wald und seine Bewohner dargestellt werden, bis zum Gipfel.

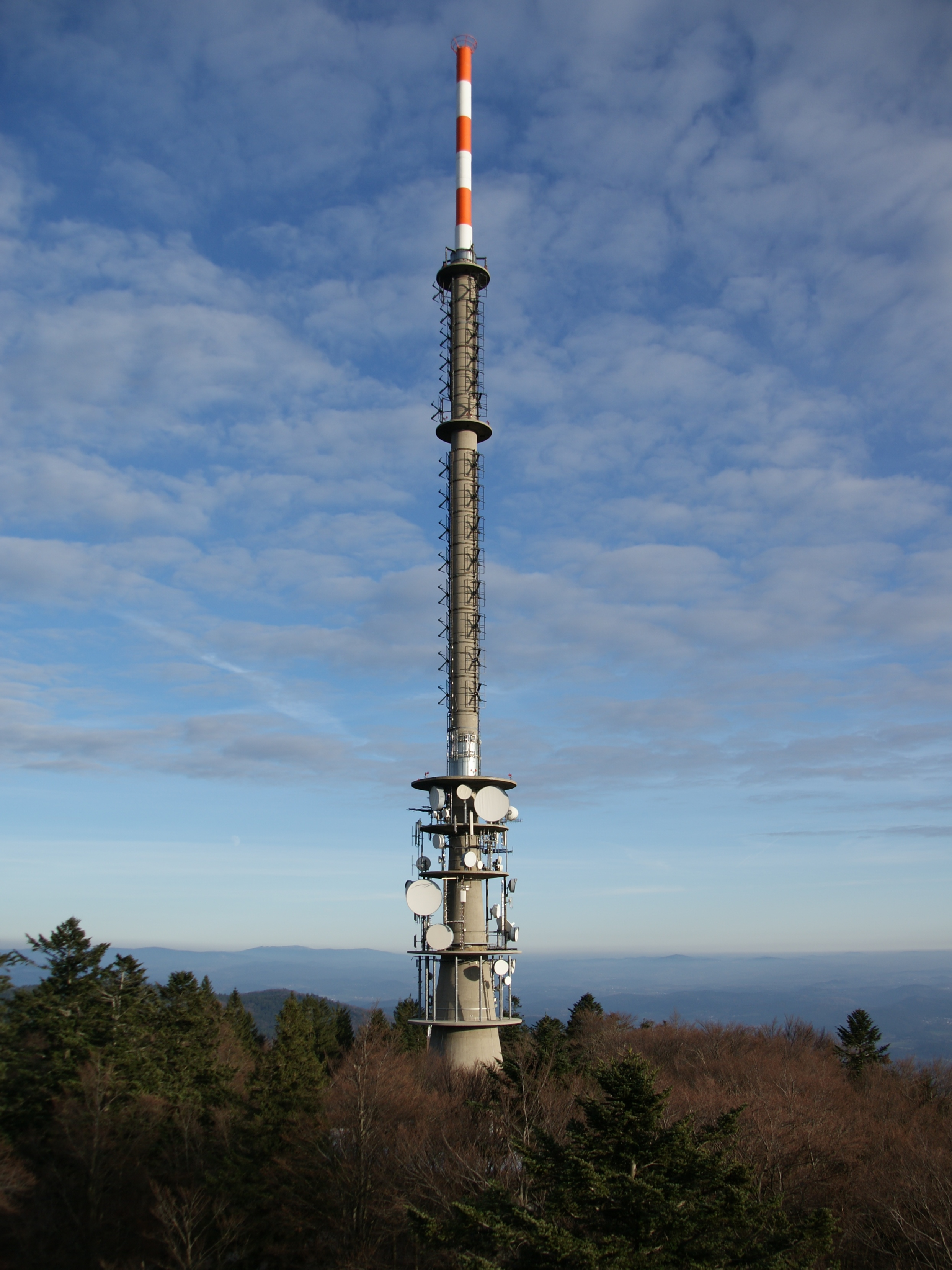
Sendeturm auf dem Brotjacklriegel
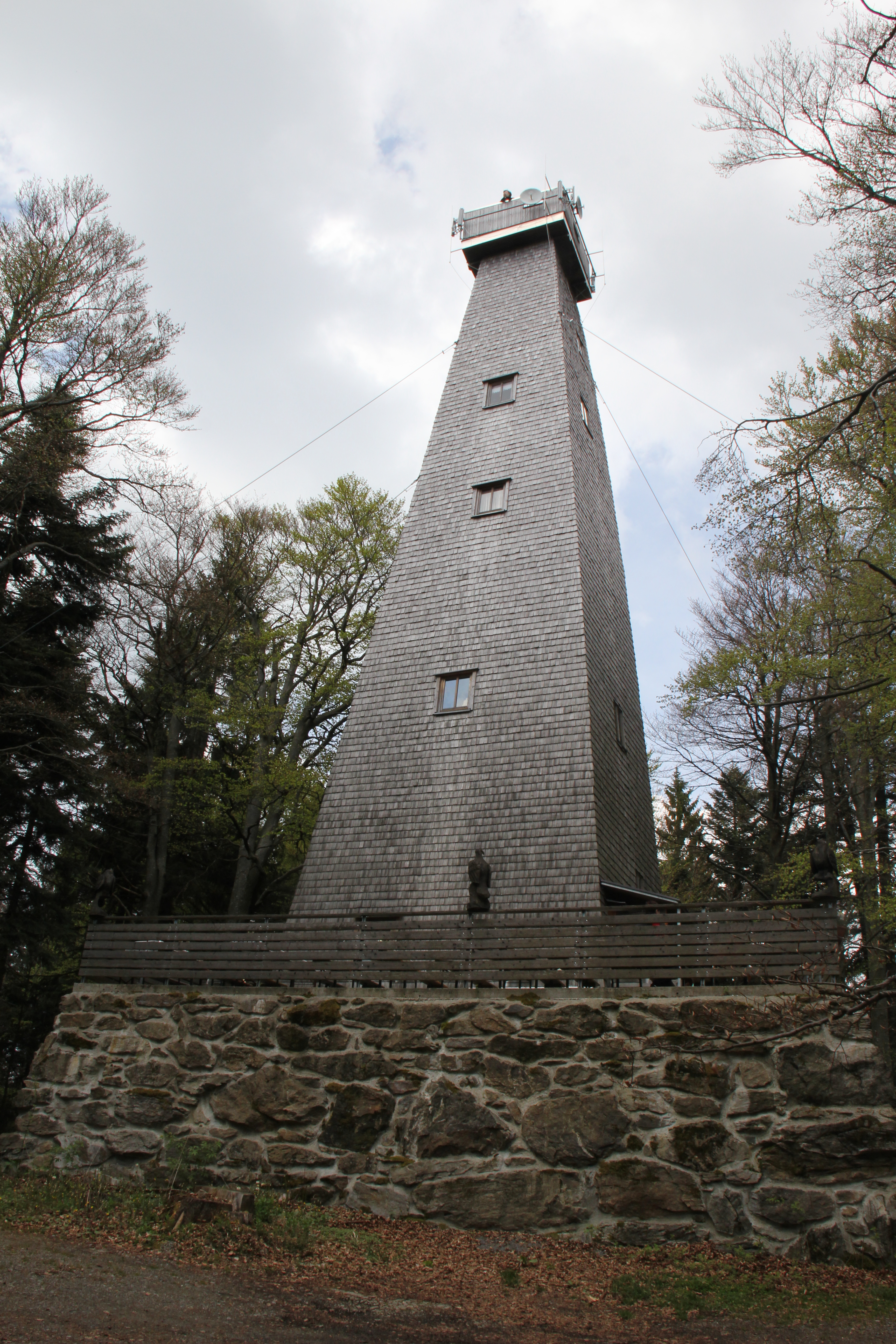
Aussichtsturm auf dem Brotjacklriegel